# Andrzej Gawryś
Andrzej Gawryś (ur. 4 czerwca 1954) – polski funkcjonariusz służb mundurowych: wojska polskiego oraz Biura Ochrony Rządu. Generał brygady, urzędnik państwowy. Zastępca Szefa Biura Ochrony Rządu oraz Szef Gabinetu Szefa BOR.

## Życiorys
Funkcjonariusz, wykonywał obowiązki kierowcy. W 1981 roku w stopniu plutonowego przyjęty na wyższe studia zawodowe w Wyższej Szkole Oficerskiej Ministerstwa Spraw Wewnętrznych im. Feliksa Dzierżyńskiego w Legionowie. Szkołę ukończył w 1984 roku. Wraz z Arturem Szerszeniem napisali pod kierunkiem kpt. mgr. Henryka Kamińskiego pracę dyplomową pod tytułem Przestępstwa popełnione przez funkcjonariuszy Milicji Obywatelskiej i Służby Bezpieczeństwa na terenie m.st. Warszawy i województwa stołecznego warszawskiego w 1981 roku.
W roku 1988 ukończył Zaoczne Studium Magisterskie Akademii Spraw Wewnętrznych w Warszawie. Pod kierunkiem naukowym płk. dr. Bogdana Dobkowskiego napisał pracę pod tytułem Prawo łaski stosowane przez Radę Państwa PRL - zagadnienia teoretyczne i proceduralne. Uzyskał certyfikaty wydane przez Agencję Bezpieczeństwa Wewnętrznego upoważniające do kierowania komórkami ochrony informacji niejawnych oraz dostępu do informacji niejawnych.
Pełnił funkcję Zastępcy Szefa Biura Ochrony Rządu w okresie gdy Szefem Biura był gen. bryg. Mirosław Gawor (2001 rok) oraz gdy formacją kierował gen. dyw. Grzegorz Mozgawa (7 listopada 2001 - 3 listopada 2005). 10 czerwca 2005 roku z rąk Prezydenta Rzeczypospolitej Polskiej Aleksandra Kwaśniewskiego pułkownik Andrzej Gawryś otrzymał nominację na stopień generała brygady.
Pod koniec 2007 roku został Szefem Gabinetu Szefa Biura Ochrony Rządu gen. dyw. Mariana Janickiego.   Pełnił tę funkcję również po dymisji Szefa BOR gen.dyw. Mariana Janickiego (do 1 marca 2013 roku). Od 1 marca 2013 kontynuował służbę jako Szef Gabinetu Szefa BOR gen. bryg. Krzysztofa Klimka, aż do 30 czerwca 2013 roku. Z dniem 30 czerwca 2013 roku przeszedł na emeryturę.Od października 2014 roku został zatrudniony na stanowisku Pełnomocnika Ochrony Informacji Niejawnych w Centrali Kasy Rolniczego Ubezpieczenia Społecznego w Warszawie.